# Turbonilla interrupta
Turbonilla interrupta is een slakkensoort uit de familie van de Pyramidellidae. De wetenschappelijke naam van de soort is voor het eerst geldig gepubliceerd in 1835 door Totten.